# Sail Out
Sail Out è il primo EP della cantante R&B statunitense Jhené Aiko, pubblicato nel 2013 dalla Def Jam. Kendrick Lamar, Ab-Soul, Vince Staples e Childish Gambino sono gli ospiti dell'EP. Totalizza 69/100 su Metacritic, ottenendo un grande successo commerciale e venendo certificato disco d'oro dalla RIAA.

## Descrizione
| Recensione    | Giudizio |
| ------------- | -------- |
| AllMusic      | [ 1 ]    |
| RapReviews    | [ 5 ]    |
| Rolling Stone | [ 4 ]    |
| NOW           | [ 4 ]    |
| Exclaim!      | [ 4 ]    |
| Pitchfork     | [ 4 ]    |
| HipHopDX      | [ 4 ]    |

In attività dal 2002 e lanciata dai singoli con Big Sean e Drake, Jhené Aiko si avventura in un EP R&B che fa l'occhiolino all'hip hop, narrando la propria vita sessuale. The Worst è nominata ai Grammy Awards 2015 come miglior brano R&B, mentre l'EP, nato come assaggio per il primo album in studio Souled Out, è nominato ai Grammy come miglior disco Urban.

## Tracce
1. The Vapors (feat. Vince Staples) – 3:30 – Fisticuffs
2. Bed Peace (feat. Childish Gambino) – 4:16 – Fisticuffs
3. Stay Ready (What a Life) (feat. Kendrick Lamar) – 6:22 – Fisticuffs
4. WTH (feat. Ab-Soul) – 3:19 – Fisticuffs
5. The Worst – 4:14 – Fisticuffs
6. 3:16AM – 3:20 – Fisticuffs

Traccia bonus
1. Comfort Inn Ending (Freestyle) – 5:21 – No I.D.

## Classifiche

### Classifiche settimanali
| Classifica (2013) | Posizione massima |
| ----------------- | ----------------- |
| Stati Uniti       | 8                 |
| US (R&B/Hip-Hop)  | 2                 |

### Classifiche di fine anno
| Classifica (2014) | Posizione massima |
| ----------------- | ----------------- |
| Stati Uniti       | 66                |
| US (R&B/Hip-Hop)  | 15                |